# Barraca del Grauet I
La Barraca del Grauet I és una obra del Pla de Santa Maria (Alt Camp) inclosa a l'Inventari del Patrimoni Arquitectònic de Catalunya.

## Descripció
És una magnífica barraca de planta rectangular, orientada al sud i recolzada al marge per la seva part posterior. A la dreta de la construcció hi ha un recer construït jugant amb la prolongació del mur de la façana. En aquest recer s'hi pot veure un cocó i una petita fornícula. A pocs metres de la barraca i a la seva esquerra hi ha un petit cossiol.
A l'interior de la barraca hi ha la falsa cúpula tapada amb quatre lloses a una alçada màxima de 2'90m, una menjadora, una fornícula i tres cocons. La seva fondària és de 2'32m i la seva amplada és de 3'30m.